# ميخائيل كلاس
ميخائيل كلاس (بالإنجليزية: Michael Klass)‏ هو لاعب كرة قدم بريطاني في مركز الوسط، ولد في 9 فبراير 1999 في هامرسميث في المملكة المتحدة. لعب مع نادي ساوثيند يونايتد.

## وصلات خارجية
- ميخائيل كلاس على موقع قاعدة بيانات كرة القدم.إي يو (الإنجليزية)
- ميخائيل كلاس على موقع Soccerbase.com (لاعب) (الإنجليزية)
- ميخائيل كلاس على موقع Soccerway.com (الإنجليزية)